# Anavinemina promuraena
Anavinemina promuraena là một loài bướm đêm trong họ Geometridae.